# Bùi Sỹ Hoàn
Bùi Sỹ Hoàn (sinh ngày 8 tháng 8 năm 1975) là luật gia, Đại biểu Quốc hội nước Cộng hòa xã hội chủ nghĩa Việt Nam. Ông hiện là Tỉnh ủy viên, Bí thư Đảng ủy, Giám đốc Sở Tư pháp tỉnh Hải Dương, Đại biểu Quốc hội khóa XV từ Hải Dương. Ông từng đảm nhiệm hầu hết các vị trí của Sở Tư pháp tỉnh.
Bùi Sỹ Hoàn là đảng viên Đảng Cộng sản Việt Nam, học vị Cử nhân tiếng Anh, Thạc sĩ Luật, Cao cấp lý luận chính trị. Ông có sự nghiệp đều công tác ngành tư pháp ở quê nhà Hải Dương.

## Xuất thân và giáo dục
Bùi Sỹ Hoàn sinh ngày 8 tháng 8 năm 1975 tại phường Quang Trung, thành phố Hải Dương, tỉnh Hải Dương. Ông lớn lên và tốt nghiệp phổ thông ở thành phố Hải Dương, theo học đại học ở Hà Nội và có hai bằng đại học gồm Cử nhân Luật Kinh tế và Cử nhân tiếng Anh, tiếp tục học cao học và nhận bằng Thạc sĩ Luật. Ông được kết nạp Đảng Cộng sản Việt Nam vào ngày 8 tháng 1 năm 2001, trở thành đảng viên chính thức sau đó 1 năm, từng theo học các khóa chính trị ở Học viện Chính trị Quốc gia Hồ Chí Minh và tốt nghiệp Cao cấp lý luận chính trị. Hiện ông thường trú ở phường Trần Phú, thành phố Hải Dương, tỉnh Hải Dương.

## Sự nghiệp
Tháng 11 năm 1997, sau khi tốt nghiệp đại học, Bùi Sỹ Hoàn trở về Hải Dương, được tuyển dụng công chức vào Tòa án nhân dân tỉnh Hải Dương, phân công làm Thư ký Tòa án Nhân dân huyện Nam Sách. Sang tháng 9 năm 1998, ông được điều sang Sở Tư pháp tỉnh Hải Dương, là Chuyên viên Phòng Nghiệp vụ tuyên truyền pháp quy, thêm 1 năm thì tiếp tục chuyển vị trí làm Chuyên viên Phòng Tổ chức cán bộ của Sở Tư pháp từ tháng 6 năm 1999. Trong giai đoạn này, ông cũng tham gia công tác Đoàn Thanh niên Cộng sản Hồ Chí Minh, là Bí thư Chi đoàn Thanh niên của Phòng. Tháng 4 năm 2004, ông được thăng chức làm Phó Trưởng Phòng Tổ chức cán bộ, sang tháng 9 năm 2005 thì chuyển vị trí làm Phó Trưởng Phòng Phổ biến giáo dục pháp luật, rồi thăng chức Trưởng phòng vào tháng 1 năm 2007. Vào tháng 10 năm 2008, ông được điều chuyển làm Bí thư Chi bộ, Trưởng Phòng Xây dựng và kiểm tra văn bản quy phạm pháp luật, đến tháng 10 năm 2009 thì tiếp tục chuyển làm Trưởng Phòng Xây dựng và theo dõi thi hành pháp luật, được bầu làm Ủy viên Ban Chấp hành Đảng bộ Sở Tư pháp tỉnh. Tháng 10 năm 2013, ông được bổ nhiệm làm Phó Giám đốc Sở Tư pháp tỉnh, giữ chức 5 năm cho đến tháng 6 năm 2018 thì được luân chuyển làm Phó Chánh Thanh tra tỉnh Hải Dương, kiêm Phó Bí thư Đảng ủy Thanh tra tỉnh từ tháng 6 năm 2020.
Tháng 10 năm 2020, tại Đại hội Đảng bộ tỉnh Hải Dương lần thứ XVII, nhiệm kỳ 2020–2025, Bùi Sỹ Hoàn được bầu vào Ban Chấp hành Đảng bộ tỉnh, sang tháng 3 năm 2021 thì được bổ nhiệm làm Bí thư Đảng ủy, Giám đốc Sở Tư pháp tỉnh Hải Dương. Năm 2021, với sự giới thiệu của Ủy ban Mặt trận Tổ quốc Việt Nam tỉnh, ông tham gia ứng cử đại biểu Quốc hội từ Hải Dương, thuộc đơn vị bầu cử số 4 gồm huyện Bình Giang, Thanh Miện, Ninh Giang, rồi trúng cử Đại biểu Quốc hội khóa XV với tỷ lệ 67,82%.